# Internationale Opiumkonferenz

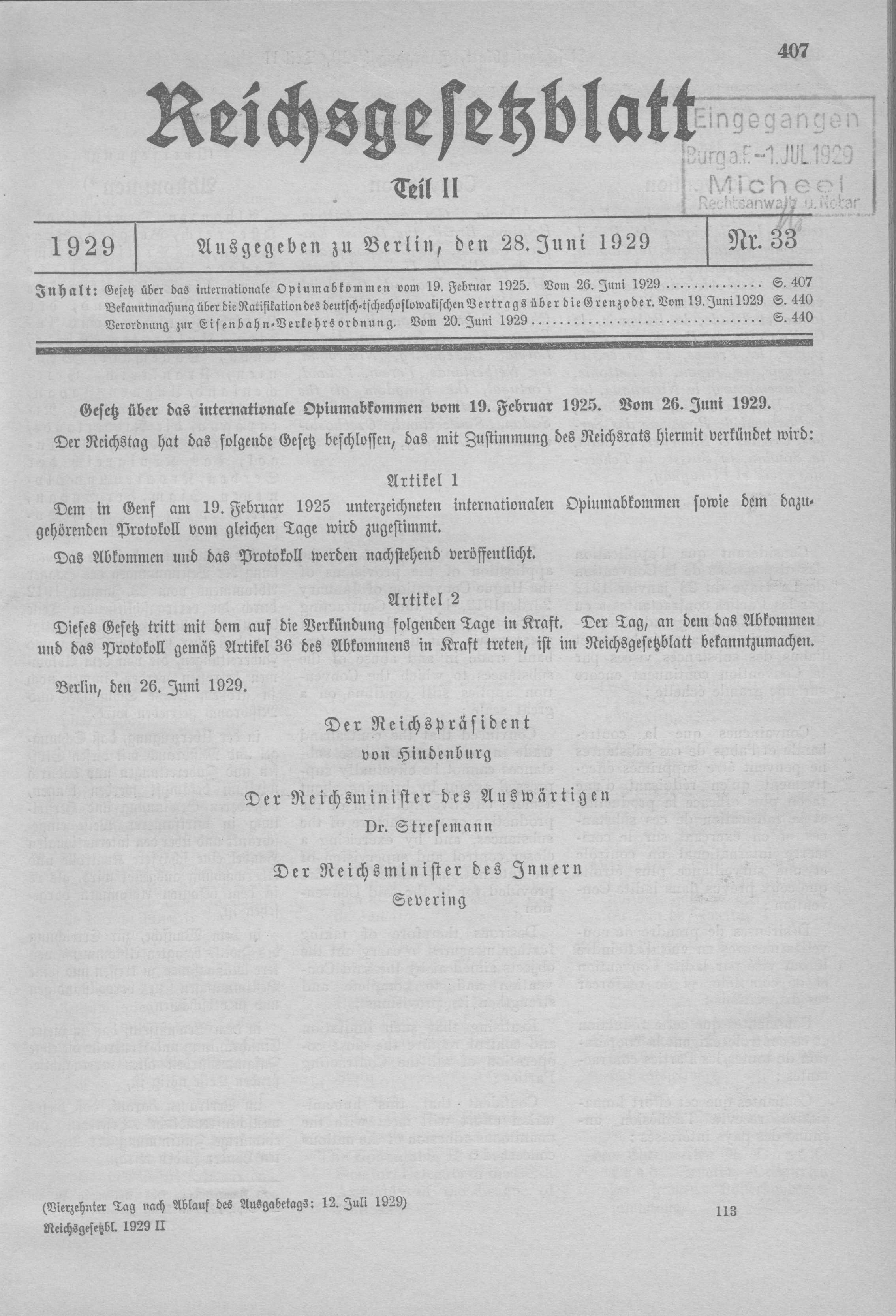
Gesetz über das internationale Opiumabkommen vom 19. Februar 1925 (Deutschland, 1929)

Die Internationale Opiumkonferenz führte zum ersten internationalen Abkommen im gesetzlichen Vorgehen gegen Rauschmittel. Ausschlaggebend war die Opiumkommission von 1909.
Die beteiligten Staaten sollten sich bestmöglich bemühen, sowohl alle Personen, die Morphin und Kokain und entsprechende Produkte produzieren, verkaufen oder im- und exportieren, als auch entsprechende Produktionsstätten und Umsatzplätze streng zu kontrollieren.

## Erste internationale Opiumkonferenz
Die Erste internationale Opiumkonferenz fand vom 1. Dezember 1911 bis zum 23. Januar 1912 auf Initiative der USA in Den Haag statt. Präsident war Charles Henry Brent, Bischof der Episkopalkirche der Vereinigten Staaten auf den Philippinen, der auch schon die Gründung der Opiumkommission 1909 betrieben hatte. Von deutscher Seite, als Vertreter des Auswärtigen Amtes, nahm daran unter anderem der Wirkliche Legationsrat Franz Grunenwald (1861–1931) teil. Im Haager Rittersaal einigten sich die Vertreter aus Deutschland, den USA, China, Frankreich, Großbritannien, Italien, Japan, den Niederlanden, Persien, Portugal, Russland und Siam auf den Text eines Internationalen Opium-Abkommens (französisch Convention internationale de l’opium, englisch International Opium Convention), das am 23. Januar 1912 unterzeichnet wurde und auch für Nicht-Teilnehmer der Konferenz offenstand. Vom 1. bis 9. Juli 1913 sowie vom 15. bis 25. Juni 1914 fanden am selben Ort Folgekonferenzen zur Begleitung des Unterzeichnungs- und Ratifizierungsprozesses statt. 1915 wurde das Abkommen von den USA, den Niederlanden, China, Honduras, und Norwegen umgesetzt und 1919 im Rahmen der Pariser Friedenskonferenz weltweit gültig.

## Zweite internationale Opiumkonferenz
Während einer weiteren Opiumkonferenz wurde am 19. Februar 1925 in Genf ein überarbeitetes Abkommen unterzeichnet und am 25. September 1928 in Kraft gesetzt. Daraufhin wurden auch Drogen wie Heroin, Kokain und, auf Drängen von Ägypten, auch Cannabis gänzlich verboten.
Besonders Indien hatte mit dem Vertrag größere Probleme wegen der weiten Verbreitung von wild wachsenden Hanffeldern sowie auf Grund sozialer und religiöser Bräuche in Bezug auf Cannabis. Daraufhin wurde ein Kompromiss geschaffen, der den Export von Cannabis nur den Ländern untersagte, die auch dessen Gebrauch verboten hatten, und die Einfuhr zu medizinischen oder wissenschaftlichen Zwecken gestattete.
Die Unterzeichnerstaaten mussten die Überwachung für Drogen im medizinischen Bereich erhöhen sowie die Strafen für den illegalen Handel verschärfen. In Deutschland wurde daraufhin 1929 ein neues Opiumgesetz verabschiedet, welches bis 1972 als Grundlage der deutschen Drogenpolitik galt. 1961 wurde der Vertrag vom Einheitsabkommen über die Betäubungsmittel ersetzt.